# 프레드리크 스토르
프레드리크 올로프 에사이아스 스토르(스웨덴어: Fredrik Olof Esaias Stoor, 1984년 2월 28일, 스톡홀름 주 스톡홀름 ~)는 스웨덴의 전직 프로 축구 선수로, 현역 시절 우측 수비수로 활약했다. 그는 스웨덴 국가대표팀 경기에 11번 출전했고, 함마르뷔, 로센보르그, 풀럼, 더비 카운티, 볼레렝아, 릴레스트룀, 비보르, 그리고 브롬마포이카르나에서 활약했다. 그는 스웨덴 국가대표팀 일원으로 유로 2008에 참가했다.

## 유년 시절
스토르는 바사 출신인 핀란드계 부모인 에사 시키넨 스토르와 마르가레트 스토르 사이에서 났다.

## 클럽 경력

### 함마르뷔
스토르는 스웨덴 스톡홀름 출신으로 1996년에 12세의 나이로 함마르뷔에 입단해 축구를 시작했다. 2001년 1월, 그는 맨체스터 유나이티드 입단 시험을 보기도 했다. 그는 프로 선수로서 함마르뷔에서 수비수를 맡아 51번의 경기에 출전해 2골을 기록했다.

### 로센보르그
2006년 12월, 그는 노르웨이의 로센보르그로 이적해 1군의 46경기에 출전했는데, 이 중 7경기는 유럽대항전 경기였다.

### 풀럼과 더비 카운티 임대
스토르는 2008년 여름 이적 시장에서 프리미어리그 풀럼으로 이적했다. 그는 2008년 8월 27일에 레스터 시티와의 경기에서 잉글랜드 무대 첫 경기를 출전했는데, 이 경기는 리그컵 2라운드 경기였다.
2009년 9월, 스토르는 더비 카운티로 처음에 1개월 임대 이적으로, 4번의 경기에 출전했다. 그는 더비 카운티 수뇌부를 설득하기에 충분한 활약을 펼쳐 2개월 더 임대되었다.

### 노르웨이 무대 복귀
스토르는 2011년 1월에 자유 이적으로 볼레렝아와 계약했다. 볼레렝아 소속으로 티펠리겐 15번의 경기에 출전한 후, 2012 시즌을 앞두고 전 소속 구단 로센보르그가 그의 복귀를 희망했지만, 트론헤임에서 진행한 의료 검진을 통과하지 못했다. 노르웨이 이적 시장이 마감되기 전인 2012년 3월, 스토르는 릴레스트룀으로 1년 임대되었다. 그의 볼레렝아와의 계약은 2013 시즌을 앞두고 해지되었고, 이후 스토르는 릴레스트룀과 1년 계약을 체결했다.

### 비보르
2014년 1월 23일, 스토르는 덴마크 수페르리가의 비보르와 6개월 계약을 맺고 자유이적했다.

## 국가대표팀 경력
2008년에 스웨덴 국가대표로도 발탁된 스토르는 유로 2008 최종 명단에 이름을 올렸고, 스웨덴 국가대표팀 경기에 총 11번 출전했다.

## 경력 통계
2013년 9월 27일 기준
| 구단        | 시즌      | 리그         | 리그 | 리그 | 컵   | 컵 | 합계 | 합계 |
| 구단        | 시즌      | 리그명       | 출장 | 골   | 출장 | 골 | 출장 | 골   |
| ----------- | --------- | ------------ | ---- | ---- | ---- | -- | ---- | ---- |
| 함마르뷔    | 2002      | 알스벤스칸   | 0    | 0    | 0    | 0  | 0    | 0    |
| 함마르뷔    | 2003      | 알스벤스칸   | 1    | 0    | 0    | 0  | 1    | 0    |
| 함마르뷔    | 2004      | 알스벤스칸   | 7    | 0    | 0    | 0  | 7    | 0    |
| 함마르뷔    | 2005      | 알스벤스칸   | 20   | 1    | 0    | 0  | 20   | 1    |
| 함마르뷔    | 2006      | 알스벤스칸   | 23   | 1    | 0    | 0  | 23   | 1    |
| 함마르뷔    | 합계      | 합계         | 51   | 2    | 0    | 0  | 51   | 2    |
| 로센보르그  | 2007      | 티펠리겐     | 21   | 0    | 4    | 0  | 25   | 0    |
| 로센보르그  | 2008      | 티펠리겐     | 9    | 0    | 0    | 0  | 9    | 0    |
| 로센보르그  | 합계      | 합계         | 30   | 0    | 4    | 0  | 34   | 0    |
| 풀럼        | 2008–09   | 프리미어리그 | 2    | 0    | 5    | 0  | 7    | 0    |
| 풀럼        | 2009–10   | 프리미어리그 | 2    | 0    | 1    | 0  | 3    | 0    |
| 풀럼        | 합계      | 합계         | 4    | 0    | 6    | 0  | 10   | 0    |
| 더비 (임대) | 2009–10   | 챔피언십     | 11   | 0    | 0    | 0  | 11   | 0    |
| 볼레렝아    | 2011      | 티펠리겐     | 15   | 0    | 1    | 0  | 16   | 0    |
| Lillestrøm  | 2012      | 티펠리겐     | 21   | 0    | 2    | 0  | 23   | 0    |
| Lillestrøm  | 2013      | 티펠리겐     | 23   | 0    | 5    | 0  | 28   | 0    |
| Lillestrøm  | 합계      | 합계         | 44   | 0    | 7    | 0  | 51   | 0    |
| 경력 합계   | 경력 합계 | 경력 합계    | 155  | 2    | 18   | 0  | 173  | 2    |